# Aurora Luque
Aurora Luque Ortiz (ur. 16 sierpnia 1962 w Almeríi) – hiszpańska poetka, tłumaczka, publicystka i nauczycielka akademicka.

## Życiorys
Wychowała się w Cádiarze. Ukończyła studia w zakresie filologii klasycznej Uniwersytetu w Grenadzie, po czym zajmowała się przekładem literatury antycznej oraz wykładała grekę w Maladze. Dodatkowo, publikowała na łamach „Diario Sur”, a w 2005 roku założyła wydawnictwo Ediciones Narila. W latach 2008–2011 kierowała instytucją Centro Cultural Generación del 27.
Zadebiutowała w 1982 roku tomikiem Hiperiónida. Jej twórczość została przetłumaczona na wiele języków, w tym angielski, arabski, włoski, niemiecki i francuski. Po polsku w 1997 roku ukazał się jej utwór Wydmy na łamach „Dekady Literackiej”, w przekładzie Beaty Mirek.

## Wybrana twórczość
- Hiperiónida, 1982
- Problemas de doblaje, 1990
- Carpe noctem, 1994
- Transitoria, 1998
- Las dudas de Eros, 2000 (antologia)
- Camaradas de Icaro, 2003
- Haikus de Narila, 2005[2]
- Los limones absortos. Poemas mediterráneos, 2016
- Orinque, 2017
- Gavieras, 2020[3]
- Un número finito de veranos, 2021[3]

## Nagrody i wyróżnienia
- Premio Juan Carlos I de Poesía, 1993
- Premio Andalucía de la Crítica, 1999
- Premio Fray Luis de León, 2003
- Premio de Poesía Generación del 27, 2007[2]
- Premio Loewe, 2019
- Premio Nacional de Poesía, 2022[3]